# William Gibson Spiller
William Gibson Spiller (* 13. September 1863 in Baltimore, Maryland; † 19. März 1940 in Philadelphia, Pennsylvania) war ein US-amerikanischer Neurologe und Neuropathologe.

## Leben
Spiller begann sein Medizinstudium an der Cheltenham-Militärakademie und schloss es an der medizinischen Hochschule der University of Pennsylvania 1892 mit Erwerb des US-amerikanischen Doktor der Medizin (M. D.) ab. Anschließend begab er sich für weitere Studien nach Europa, unter anderem hielt er sich in London, Berlin, Paris und Wien auf. Er spezialisierte sich auf dem Gebiet der Neurologie. Dabei arbeitete er mit Persönlichkeiten wie Heinrich Obersteiner, Ludwig Edinger, Otto Marburg, Joseph Jules Dejerine und William Richard Gowers zusammen. 1896 kehrte Spiller nach Pennsylvania zurück. Zur Jahrhundertwende wurde Spiller Chefarzt der neurologischen Abteilung des Philadelphia Polyclinic Hospitals und ab 1910 hatte Spiller auch eine eigene Praxis. Von 1915 bis 1932 war er Professor der Neurologie an der University of Pennsylvania als Nachfolger von Charles Karsner Mills (1845–1930). Insgesamt veröffentlichte Spiller mindestens 250 wissenschaftliche Artikel.

## Mitgliedschaften
Spiller war Mitglied der American Neurological Association und 1906 deren Präsident, Mitglied und Vorsitzender der Philadelphia Neurological Society sowie Mitglied der American Association of Neuropathologists, der American Association for Research in Nervous and Mental Diseases, der Deutschen Gesellschaft für Neurologie, der Société de neurologie de Paris, des Vereins für Psychiatrie und Neurologie in Wien und der Société Estonienne de Neurologie.

## Eponyme
Mehrere Eponyme beinhalten den Nachnamen zu Ehren von Spiller. Dazu gehören das Spiller-Syndrom, das Dejerine-Spiller-Syndrom sowie eine nach ihm und Charles Harrison Frazier benannte Operationsmethode, die Spiller-Frazier Operation, eine 1906 publizierte Modifikation der von Fedor Krause entwickelten temporalen Freilegung des Ganglion Gasseri.

## Veröffentlichungen (Auswahl)
- mit Charles Harrison Frazier: The division of the sensory root of the trigeminus for the relief of tic douloureux. A clinical study […]. In: Univ. Pennsylv. M. Bull. Band 24, 1901, S. 341 ff.